# Хасидська синагога (Полтава)
Хасидська синагога або ХаБаДська синагога діяла з 1870-х років у Полтаві на вулиці Поштамтській (В'ячеслава Чорновола) № 18.
На купленій у міста ділянці площею 2680 кв.м. в кварталі Поштамської вулиці між Ковальською і Ново-Полтавської (Пушкіна і Шевченка) вулицями міською громадою був збудований будинок Хабатської синагоги. Це була одноповерхова, прямокутна в плані будівля, площею 345 кв.м. Фундамент, стіни і капітальні перегородки виконані з цегли, перекриття та крокви дерев'яні, покрівля залізна. Стіни оштукатурені. Архітектурний вигляд Хабатської синагоги відповідає класичному стилю пізнього періоду з поділом доричного ордера. На головному фасаді чіткий ритм прямокутних віконних прорізів, обрамлених лиштвами, розділений в простінках і на кутах пілястрами, що підтримують невеликий виніс карнизу з модульйонами. П'єдестали пілястр з квадратними нішами завершені тягами на рівні підвіконних карнизів, виконаних з невеличкими кронштейнами.
Після закриття синагоги в 1930 роках, націоналізована будівля використовувалася під різні господарські цілі. У повоєнний час тут розташовувалися різні промислові артілі створювані Управлінням промкооперації. Одна з таких артілей, ще в довоєнний час, для своїх потреб прибудувала двоповерхову частину з боку дворового фасаду.